# Materia (Pelle)
Materia (Pelle) è il settimo album in studio del cantautore italiano Marco Mengoni, pubblicato il 7 ottobre 2022 dalla Sony Music.

## Descrizione
Il disco rappresenta il secondo capitolo della trilogia di dischi iniziata l'anno prima con Materia (Terra). A differenza del primo disco, dove venivano tratte le origini musicali dell'artista, nel secondo vengono invece messe in primo piano le varie contaminazioni e le ricerche sonore di Mengoni, presentando nel complesso sonorità tendenti all'elettropop, ma senza trascurare influenze provenienti dall'urban. Alla realizzazione dei tredici brani (quindici nell'edizione fisica) hanno preso parte vari musicisti e produttori, tra cui Bresh, Dardust, Edwyn Roberts, Fabio Ilacqua, La Rappresentante di Lista, Mace e Sixpm.

Il cantante ha inoltre spiegato così il motivo della scelta del titolo dell'album:
(Marco Mengoni)
All'interno dell'edizione fisica dell'album è contenuto anche il brano Caro amore lontanissimo, scritto da Sergio Endrigo e colonna sonora del film Il colibrì con la regia di Francesca Archibugi, poi pubblicato anche nella riedizione streaming del 2023 insieme a Due vite, brano con cui l'artista ha vinto il Festival di Sanremo 2023, e alla cover di Let It Be dei Beatles presentata sempre durante il Festival.

## Accoglienza
| Recensione       | Giudizio |
| ---------------- | -------- |
| All Music Italia | 6/10     |
| Newsic           | 7/10     |
| Rockol           | 7/10     |

Recensendo l'album per il Corriere della Sera, Giovanni Ferrari si è soffermato sulle sfumature musicali, scrivendo che il progetto «evolve, canzone dopo canzone, regalando agli ascoltatori nuove sonorità e sensazioni inedite». Ferrari rimane piacevolmente colpito dalle collaborazioni con La Rappresentante di Lista e Bresh, trovando invece Caro amore lontanissimo «la più sorprendente» del progetto, apprezzando la scrittura di Sergio Endrigo. Alessandro Alicandri di TV Sorrisi e Canzoni ha messo a confronto l'album con il precedente Materia (Terra), spiegando che in quest'ultimo Mengoni è riuscito a descriversi «nel modo più intimo e profondo possibile» con una produzione musicale soul e con brani dalla «scrittura fatta di analisi, senza filtri; [...] legate quindi a un momento di vita dove l'isolamento l'ha costretto a prendere contatto con le sue fragilità», mentre con Materia (Pelle) denota una volontà di «sbocciare da quel terreno, guardando fuori e guardandosi da fuori, con nuove consapevolezze», definendo i brani «decisamente pop e più elettronici del disco precedente; [...] rende appetibili suoni inconsueti». Al termine del confronto il giornalista si interroga sulla scelta di intitolare il secondo volume Pelle, considerandolo la quintessenza o etere dei quattro elementi delle filosofia, ovvero «qualcosa che da una parte si contrappone in tutto e per tutto alla solidità della terra ed è infatti impalpabile, associata spesso alla forza vitale, di cui la pelle risulta in qualche modo testimone».
Fabio Fiume di All Music Italia ha invece espresso un parere più critico sul disco, riscontrando la presenza di «potenziali hit se le ascolti singolarmente» che tuttavia risultano nell'insieme «deludente». Fiume sottolinea che nel progetto «manca la pienezza, manca la memorabilità, manca la possibilità di volare che l'artista qui non si è concesso», non rimanendo colpito dalle collaborazioni e trovando troppe affinità musicali a Sam Smith e Michele Bravi.

## Tracce
1. No Stress – 2:52 (Marco Mengoni, Davide Petrella, Stefano Tognini)
2. In città – 3:39 (Marco Mengoni, Alessandro De Blasio, Leonardo Zaccaria, Simone Benussi, Vincenzo Colella)
3. Attraverso te (feat. LRDL) – 3:11 (Marco Mengoni, Dario Mangiaracina, Simone Privitera, Veronica Lucchesi)
4. Tutti i miei ricordi – 3:24 (Marco Mengoni, Alessandro La Cava, Dario Faini, Roberto Casalino)
5. Chiedimi come sto (feat. Bresh) – 3:25 (Marco Mengoni, Andrea Emanuele Brasi, Piero Romitelli, Tony Maiello)
6. Migliore di me – 3:35 (Marco Mengoni, Raffaele Esposito)
7. Unatoka Wapi – 4:28 (Marco Mengoni, Fabio Ilacqua)
8. Neruda – 3:11 (Marco Mengoni, Edwyn Roberts, Giordano Colombo, Giovanni Pallotti, Simone Privitera, Viviana Colombo)
9. Parlami sopra – 2:55 (Marco Mengoni, Andrea Ferrara, Matteo Novi, Giovanni Cerrati, Vincenzo Colella, Tanguy Haesevoets, Vincent Van den Damme)
10. Appunto 3. 16-03-2022 – 1:38 (Marco Mengoni, Tanguy Haesevoets, Vincent van den Damme)
11. Respira – 2:43 (Marco Mengoni, Fabio Ilacqua, Tanguy Haesevoets, Vincent Van den Damme)
12. Appunto 4. 27-06-2022 – 1:14 (Marco Mengoni, Marco Spaggiari, Giovanni Pallotti, Rocco Giovannoni)
13. Ancora una volta (con Samuele Bersani) – 3:51 (Marco Mengoni, Fabio Ilacqua)

Tracce bonus nell'edizione CD
1. Caro amore lontanissimo – 4:27 (Sergio Endrigo, Riccardo Sinigallia, E.D.D.)
2. Chiedimi come sto – 3:10 (Marco Mengoni, Pietro Romitelli, Tony Maiello)

Tracce bonus nella riedizione streaming del 2023
1. Due vite – 3:45 (Marco Mengoni, Davide Petrella, Davide Simonetta)
2. Let It Be (feat. The Kingdom Choir) – 3:49 (John Lennon, Paul McCartney)

1. Caro amore lontantissimo – 4:27 (Sergio Endrigo, Riccardo Sinigallia)

## Formazione
- Marco Mengoni – voce, produzione e arrangiamento vocale
- Andrea Suriani – missaggio, mastering
- Zef – produzione (tracce 1, 5 e 15)
- Mace – produzione (traccia 2)
- Simon Says – produzione (tracce 3 e 8)
- DRD – produzione (traccia 4)
- Marz – produzione (tracce 5 e 15)
- B-Croma – produzione (tracce 6, 10 e 12)
- E.D.D. – produzione (tracce 6, 13 e 14)
- Populous – produzione (traccia 6)
- Cristiano Crisci – produzione (traccia 7)
- Sixpm – produzione (traccia 9)
- Témé Tan – produzione (tracce 9 e 11)
- Noza – produzione (tracce 9 e 11)

## Classifiche

### Classifiche settimanali
| Classifica (2022) | Posizione massima |
| ----------------- | ----------------- |
| Italia            | 2                 |
| Svizzera          | 43                |

### Classifiche di fine anno
| Classifica (2022) | Posizione |
| ----------------- | --------- |
| Italia            | 8         |